# دوري البوسنة والهرسك لكرة القدم الدرجة الأولى 2015–16
دوري البوسنة والهرسك لكرة القدم الدرجة الأولى 2015–16 هو الموسم 21 من دوري البوسنة والهرسك لكرة القدم الدرجة الأولى ‏. أقيم خلال الفترة 8 أغسطس 2015 وحتى 4 يونيو 2016، وأشرف على تنظيمه Football Association of Republika Srpska ‏، وكان عدد الأندية المشاركة فيه 12، وفاز فيه FK Krupa ‏.